# 甜點轉生
《甜點轉生》是日本作家古流望創作的輕小說系列，由2015年2月17日起在成為小說家吧連載，2019年5月31日起經講談社發行實體書，珠梨康之（珠梨やすゆき）擔綱插圖。改編漫畫《甜點轉生 最強甜點師降臨異世界》由2017年12月25日起開始在網上連載，由飯田芹子（飯田せりこ）繪畫，富澤綠（富沢みどり）編排為漫畫載體的故事。截至2022年8月，系列累積發行逾85萬冊。
2022年8月5日，宣佈將獲改編為電視動畫。同年12月15日，宣布由Synergy SP擔任動畫製作，於2023年7月3日開播。
改編漫畫在2024「BookLive!讀者票選」的「讀者票選推薦最佳100部異世界漫畫」的排行榜中，位居少年漫畫·青年漫畫的第20名。

## 故事概要
由天才甜點師轉生，被視為的下一任「莫爾特倫」領地領主的男主角佩伊斯欽，有著罕見才能，前世的目標是要成為世界第一甜點師。

## 角色列表
佩伊斯欽·米爾·莫爾特倫（聲：村瀨步、高橋伸也（前世））
邊境貧乏領主・莫爾特倫騎士爵的嫡子，愛稱是佩伊斯，也是下一屆領主。前世是前途光明的天才甜點師傅，但在某場甜點師世界大會的意外中身亡。保有前世的記憶轉生到異世界。轉生後仍埋頭製作甜點，不過經常在蒐集材料時成為騷動的源頭。
卡塞羅爾·米爾·莫爾特倫（聲：土田大）
莫爾特倫領的當代領主，安涅斯丈夫，佩伊斯與約瑟菲涅的父親。思考靈活且有獨特的統帥能力。曾經擔任過騎士爵家的執行人和傭兵立身戰場，擁有各種英名以及光榮史蹟。雖然很嚴厲地教導佩伊斯，但也有寵溺孩子的一面。
安涅斯·米爾·莫爾特倫（聲：生天目仁美）
莫爾特倫騎士爵夫人，與丈夫卡賽羅爾，育有五名女兒和小兒子佩伊斯欽。
約瑟菲涅·米爾·莫爾特倫（聲：大久保瑠美）
莫爾特倫騎士爵家的五女，暱稱約瑟。除弟弟佩伊斯欽以外，還有四名姐姐，擁有偶像般的人氣。
莉可莉絲·米爾·弗巴雷克（聲：本渡楓）
弗巴雷克邊境伯爵家的四女，佩特拉的雙胞胎妹妹。跟外向社交的姐姐比較起來個性內向害羞而感到自卑，但是姐妹們之間感情很好。因為某些際遇和佩伊斯相遇，對年紀比自己小卻作風成熟的他很感興趣，與佩伊斯欽的年紀相差5歳。
西里茨·比特文（聲：若林佑）
莫爾特倫家的執行長兼私人兵團長。大部分的工作都能輕鬆完成，機靈能幹。個性直率爽朗很會照顧人，對領內的孩子們來說就像是哥哥一般的存在。和二十年來的戰友卡塞羅爾建立穩固的互信關係，在各種場面都獲得他的依賴。
馬爾卡洛·德洛巴（聲：藤原夏海）
莫爾特倫家私人兵團副團長的兒子，愛稱是馬爾克。個性有點膽小害羞，跟佩伊斯是兒時玩伴。和他一起引起騷動，被父親責罵已經是家常便飯。經常和另一個兒時玩伴・魯米在一起，兩人是知心好友。最近意識到對方是異性而有點在意她。
魯米尼托·艾德利哈帕（聲：內田真禮）
馬爾卡洛的兒時玩伴，愛稱是魯米。
蘇克瓦雷·米爾·卡德雷切克（聲：加藤涉）
卡德雷切克公爵的孫子。
佩特拉·米爾·弗巴雷克（聲：奧野香耶）
弗巴雷克邊境伯爵家的三女，莉可莉絲的雙胞胎姐姐。
布里歐修·沙爾格雷特·米爾·雷特休（聲：日笠陽子）
雷特休邊境領伯爵領主。年輕時長期單身，結婚後育有三個女兒(是三胞胎)。
德納薛爾·米爾·弗巴雷克（聲：子安武人）
弗巴雷克邊境伯爵家領主。

## 出版書籍

### 小說
原作：古流望
插圖：珠梨康之（珠梨やすゆき）
| 卷數 | TO Books       | TO Books               |
| 卷數 | 發售日期       | ISBN                   |
| ---- | -------------- | ---------------------- |
| 1    | 2015年10月20日 | ISBN 978-4-86472-428-9 |
| 2    | 2015年11月20日 | ISBN 978-4-86472-429-6 |
| 3    | 2016年7月10日  | ISBN 978-4-86472-501-9 |
| 4    | 2016年8月10日  | ISBN 978-4-86472-502-6 |
| 5    | 2016年11月10日 | ISBN 978-4-86472-536-1 |
| 6    | 2017年3月10日  | ISBN 978-4-86472-563-7 |
| 7    | 2017年7月10日  | ISBN 978-4-86472-596-5 |
| 8    | 2017年12月9日  | ISBN 978-4-86472-637-5 |
| 9    | 2018年3月10日  | ISBN 978-4-86472-660-3 |
| 10   | 2018年7月10日  | ISBN 978-4-86472-703-7 |
| 11   | 2018年11月10日 | ISBN 978-4-86472-750-1 |
| 12   | 2019年7月10日  | ISBN 978-4-86472-835-5 |
| 13   | 2019年8月10日  | ISBN 978-4-86472-836-2 |
| 14   | 2020年1月10日  | ISBN 978-4-86472-895-9 |
| 15   | 2020年5月9日   | ISBN 978-4-86472-978-9 |
| 16   | 2020年11月10日 | ISBN 978-4-86699-072-9 |
| 17   | 2021年3月10日  | ISBN 978-4-86699-167-2 |
| 18   | 2021年8月10日  | ISBN 978-4-86699-295-2 |
| 19   | 2021年12月20日 | ISBN 978-4-86699-384-3 |
| 20   | 2022年5月10日  | ISBN 978-4-86699-505-2 |
| 21   | 2022年8月10日  | ISBN 978-4-86699-574-8 |
| 22   | 2023年1月10日  | ISBN 978-4-86699-732-2 |
| 23   | 2023年4月10日  | ISBN 978-4-86699-806-0 |
| 24   | 2023年7月10日  | ISBN 978-4-86699-870-1 |
| 25   | 2023年10月10日 | ISBN 978-4-86699-968-5 |
| 26   | 2024年4月15日  | ISBN 978-4-86794-158-4 |
| 27   | 2024年9月20日  | ISBN 978-4-86794-315-1 |
| 28   | 2025年2月15日  | ISBN 978-4-86794-462-2 |

### 漫畫
甜點轉生 最強甜點師降臨異世界
原作：古流望
角色設定：珠梨康之（珠梨やすゆき）
作畫：飯田芹子（飯田せりこ）
| 卷數 | TO Books      | TO Books               | 長鴻出版社    | 長鴻出版社            |
| 卷數 | 發售日期      | ISBN                   | 發售日期      | ISBN                  |
| ---- | ------------- | ---------------------- | ------------- | --------------------- |
| 1    | 2018年8月1日  | ISBN 978-4-86472-721-1 | 2025年3月19日 | ISBN 978-626-0097-684 |
| 2    | 2018年12月1日 | ISBN 978-4-86472-756-3 | 2025年3月19日 | ISBN 978-626-0097-691 |
| 3    | 2019年7月1日  | ISBN 978-4-86472-832-4 |               |                       |
| 4    | 2020年2月1日  | ISBN 978-4-86472-894-2 |               |                       |
| 5    | 2020年9月1日  | ISBN 978-4-86699-034-7 |               |                       |
| 6    | 2021年4月1日  | ISBN 978-4-86699-171-9 |               |                       |
| 7    | 2021年12月1日 | ISBN 978-4-86699-383-6 |               |                       |
| 8    | 2022年9月1日  | ISBN 978-4-86699-575-5 |               |                       |
| ９   | 2023年1月14日 | ISBN 978-4-86699-736-0 |               |                       |
| 10   | 2023年8月15日 | ISBN 978-4-86699-920-3 |               |                       |
| 11   | 2024年4月15日 | ISBN 978-4-86794-150-8 |               |                       |
| 12   | 2025年2月15日 | ISBN 978-4-86794-450-9 |               |                       |

## 電視動畫

### 主題曲
片頭曲「Brand new day」
作詞：PA-NON，作曲：Tsubasa，編曲：渡邊拓也，主唱：sana（sajou no hana）
片尾曲
作詞：YUC'e，作曲、編曲：Nor，主唱：YuNi

### 各話列表
| 話數   | 日文標題 | 中文標題                         | 劇本     | 分鏡            | 演出       | 作畫監督                                                                         | 總作畫監督          | 片尾繪圖 | 首播日期      |
| ------ | -------- | -------------------------------- | -------- | --------------- | ---------- | -------------------------------------------------------------------------------- | ------------------- | -------- | ------------- |
| 第1話  |          | 甜點王國的夢想                   | 廣田光毅 | 葛谷直行        | 佐藤昌文   | 加藤壯、野本正幸                                                                 | 宮川知子            |          | 2023年 7月3日 |
| 第2話  |          | 甜點師與領地防衛戰               | 廣田光毅 | 湖山禎崇        | 湖山禎崇   | 手島典子、原田峰文 上原史也                                                      | 德永沙耶香 高橋初澄 |          | 2023年 7月3日 |
| 第3話  |          | 蘋果派配上笑容                   | 廣田光毅 | 葛谷直行        | 渡邊正彥   | 夜雨靜、魏旭龍 關鵬、陳潔瓊 周佩、明徐闖                                         | 德永沙耶香 高橋初澄 | Tobi     | 7月10日       |
| 第4話  |          | 辛辣的交涉及香甜的點心           | 廣田光毅 | 葛谷直行        | 鈴木恭兵   | Min Suk、Hyeon Young Mi Yoon Hui、Yeong Shim Myeong Ju Kim Hyeon Ok Park Hye Ran | 宮川知子            |          | 7月17日       |
| 第5話  |          | 甜美的相親照及雙胞胎千金         | 廣田光毅 | 木宮茂          | 佐藤昌文   | 加藤壯、野本正幸                                                                 | 德永沙耶香 高橋初澄 |          | 7月24日       |
| 第6話  |          | 計謀與起泡的心                   | 廣田光毅 | 大宅光 葛股直行 | 森義博     | 山內則康、鈴木捺世 夜雨靜、王培非 李嘉泉、陳嬌嬌                                 | 德永沙耶香 高橋初澄 | 風花風花 | 7月31日       |
| 第7話  |          | 為可愛的笑容送上點心             | 廣田光毅 | 湖山禎崇        | 亞蘭酢飯   | Oh yang hyun Son kil young Park mi hyun Kim dae jung                             | 宮川知子 高橋初澄   | cura     | 8月7日        |
| 第8話  |          | 給點心加入蜂蜜，給村子蓋座蓄水池 | 廣田光毅 | 佐藤友一        | 渡邊正彥   | 櫻井拓郎、夜雨靜 魏旭龍                                                          | 高橋初澄 德永沙耶香 |          | 8月14日       |
| 第9話  |          | 是甜還是苦？新茶試飲會           | 廣田光毅 | 石山貴明        | 黑田晃一郎 | 加藤壯、渡邊真紗子                                                               | 高橋初澄 德永沙耶香 |          | 8月21日       |
| 第10話 |          | 愛的蘋果與悲傷的戰火烏雲         | 廣田光毅 | 木宮茂          | 徐惠真     | Lee Seok Yoon Lee Jong Kook Shim Myeong Ju                                       | 宮川知子            |          | 8月28日       |
| 第11話 |          | 援軍與微苦的初次上陣             | 廣田光毅 | 佐藤昌文        | 大西景介   | 國井實可子、水野友美子 山內玲奈、櫻井拓郎 夜雨靜                                 | 高橋初澄 德永沙耶香 | 柴乃櫂人 | 9月4日        |
| 第12話 |          | 撫慰人心的反烤蘋果塔             | 廣田光毅 | 葛谷直行        | 葛谷直行   | 加藤壯、淵脅泰賀 渡邊真紗子、JW.Kim JY.Park、BS.Lee                              | 宮川知子            |          | 9月11日       |

### 播映平台
| 播映國家、地區 | 播映平台       | 播映日期              | 播映時間              | 備註 |
| -------------- | -------------- | --------------------- | --------------------- | ---- |
| 臺灣           | 巴哈姆特動畫瘋 | 2023年7月4日－9月11日 | 星期二 01:00（UTC+8） |      |
| 臺灣           | 中華電信MOD    | 2023年7月4日－9月11日 | 星期二 01:00（UTC+8） |      |
| 臺灣           | Hami Video     | 2023年7月4日－9月11日 | 星期二 01:00（UTC+8） |      |
| 臺灣           | LiTV 線上影視  | 2023年7月4日－9月11日 | 星期二 01:00（UTC+8） |      |
| 臺灣           | MyVideo        | 2023年7月4日－9月11日 | 星期二 01:00（UTC+8） |      |
| 臺灣           | KKTV           | 2023年7月4日－9月11日 | 星期二 01:00（UTC+8） |      |
| 臺灣           | LINE TV        | 2023年7月4日－9月11日 | 星期二 01:00（UTC+8） |      |
| 臺灣           | Yahoo TV       | 2023年7月4日－9月11日 | 星期二 01:00（UTC+8） |      |
| 臺灣           | friDay影音     | 2023年7月4日－9月11日 | 星期二 01:00（UTC+8） |      |
| 臺灣           | bbTV           | 2023年7月4日－9月11日 | 星期二 01:00（UTC+8） |      |
| 臺灣           | CATCHPLAY+     | 2023年7月4日－9月11日 | 星期二 01:00（UTC+8） |      |
| 臺灣           | 亂搭           | 2023年7月4日－9月11日 | 星期二 01:00（UTC+8） |      |

## 外部連結
- 成為小說家吧官方網站（日語）
- TO Books特設網站（日語）
- 漫畫連載網站（日語）
- 舞台劇官方網站（日語）
- 電視動畫官方網站（日語）